# Resana
Resana là một đô thị ở tỉnh Treviso trong vùng Veneto, có cự ly khoảng 35 km về phía tây bắc của Venice và khoảng 25 km về phía tây của Treviso. Tại thời điểm ngày 31 tháng 12 năm 2004, đô thị này có dân số 8.186 người và diện tích là 25 km².
Đô thị Resana có các frazioni (các đơn vị trực thuộc, chủ yếu là các làng) Castelminio và San Marco.
Resana giáp các đô thị: Castelfranco Veneto, Loreggia, Piombino Dese, Vedelago.